# Dubravka Vukušić
Dubravka Vukušić (* 22. Dezember 1965 in Zagreb) ist eine ehemalige jugoslawische Eisschnellläuferin.
Vukušić, die für den KKK Medveščak aus Zagreb startete, trat international erstmals bei den Juniorenweltmeisterschaften 1983 in Sarajevo in Erscheinung, wobei sie den 36. Platz im Mini-Mehrkampf errang. In der Saison 1983/84 lief sie bei den jugoslawischen Meisterschaften auf den dritten Platz über 1500 m und jeweils auf den zweiten Rang über 500 m sowie 3000 m. Zudem wurde sie jugoslawische Meisterin über 1000 m und startete bei den Olympischen Winterspielen 1984 in Sarajevo letztmals international. Dabei belegte sie den 38. Platz über 1000 m und jeweils den 31. Rang über 500 m sowie 1500 m.

## Persönliche Bestleistungen
| Disziplin | Zeit        | Datum             | Ort      |
| --------- | ----------- | ----------------- | -------- |
| 500 m     | 50,30 s     | 22. Januar 1984   | Inzell   |
| 1000 m    | 1:40,86 min | 21. Januar 1984   | Inzell   |
| 1500 m    | 2:37,53 min | 22. Januar 1984   | Inzell   |
| 3000 m    | 6:04,47 min | 18. Dezember 1983 | Sarajevo |